# Josh Fenton-Glynn
Joshua Fenton-Glynn est un homme politique du Parti travailliste britannique qui est député de Calder Valley depuis 2024.

## Biographie
Il grandit à Hebden Bridge et fréquente le lycée Calder, puis étudie à l'Université de Liverpool.
Il est élu au conseil de Calderdale en tant que travailliste pour le quartier de Calder en 2016 et est membre du cabinet pour la santé et les soins sociaux pour adultes de 2021 à 2024. Avant de devenir député, il travaille pour Oxfam, Child Poverty Action Group, le Public and Commercial Services Union, l'USDAW, Church Action on Poverty et le General Medical Council.
En 2016, Fenton-Glynn est élu au conseil municipal de Calderdale Metropolitan Borough pour le quartier de Calder. Il se présente sans succès aux élections générales de 2015, 2017 et 2019 pour Calder Valley avant d'être élu aux élections générales de 2024,.